# Minga Guazú
Minga Guazú (Guaraní Minga Guasu) ist eine Stadt im Departamento Alto Paraná. Die 1958 gegründete Stadt liegt 311 km von der westlich gelegenen Hauptstadt Asunción und 20 km entfernt von Ciudad del Este, dem östlich gelegenen Hauptort des Departamentos.

## Toponym
Minga leitet sich von Quechua mink'a ab und bedeutet freiwillige Gemeinschaftsarbeit, eine prä-kolumbianische Tradition in vielen Ländern Südamerikas. Guasu bedeutet in Guaraní groß, also zusammen so viel wie eine Menge geteilte Gemeinschaftsarbeit.

## Geographie
Durch das Gebiet Minga Guazús fließen die Flüsse Río Monday und Río Acaray sowie die Arroyos Acaray-mi und Santa Maria.
Minga Guazú besteht im Wesentlichen aus zwei großen Siedlungszentren; diese liegen bei den Kilometern 16 und 20 der Ruta 2. In dem einen davon entstand im Jahre 1966 eine Schule und eine Kirche, die der Schutzheiligen Mariahilf gewidmet ist, in dem anderen befinden sich die wichtigsten öffentlichen Einrichtungen und das Kollegium Don Bosco.
Die jährliche Durchschnittstemperatur beträgt 21 °C. Die höchsten Temperaturen liegen bei 38 °C und die niedrigsten bei 0 °C. Diese Region Paraquays verzeichnet die höchsten jährlichen Niederschlagsmengen.

## Demographie
Von den geschätzten 91.531 Einwohnern (2020) sind nach Schätzungen der Instituto Nacional de Estadística (INE) 46.695 männlich und 44.836 weiblich. Minga Guazú gehört zur Área Metropolitana de Ciudad del Este.

## Geschichte
Am 14. Mai 1958 gründete eine Gruppe von Jugendlichen im Urwald des Parana die Siedlung, die unter der Leitung des zu den Salesianern Don Boscos gehörenden Pfarrers Guido Coronel die Gegend kolonisierten.
Doch amtlich wurde Minga Guazú erst durch das Gesetz Nr. 623 vom 22. März 1990 anerkannt und erhielt den Namen der vormaligen Kolonie.

## Wirtschaft
Der multinationale Konzern Cargill hat seinen Firmensitz für Paraguay in Minga Guazú. Neben der Erzeugung landwirtschaftlicher Produkte und deren Verarbeitung wird hier auch Dünger hergestellt.
Ein Großteil der wirtschaftlichen Tätigkeit der Stadt wird von der landwirtschaftlichen Genossenschaft getätigt, die sich im Laufe der Zeit zu einem landwirtschaftlich-industriellen Großbetrieb entwickelt hat.
Zu den wichtigsten landwirtschaftlichen Erzeugnissen gehören Sojabohnen sowie Mais, Maniok, Baumwolle, Weizen, Mate, Zuckerrohr, Geflügel und Gemüse.

## Tourismus
Jährlich im September findet eine Ausstellung statt. Am 24. Mai wird das Schutzmantelfest begangen.
Für Touristen attraktiv ist der Paraíso Golf Club, der etwa 24 km von Ciudad del Este entfernt an der Ruta 2 liegt. Besucher können in Bungalows am Seeufer übernachten, Reiten, Bogenschießen und Angeln. Dazu gehört ein Golfplatz mit 18 Löchern, der in die natürliche Umgebung integriert ist.

## Verkehr
Die Stadt liegt an der Ruta 2 (Asunción – Ciudad del Este) und ist auch gut über die Ruta 6, die bei Kilometer 30 von Süden (Encarnación, 247 km) auf die Ruta 2 stößt, erreichbar. Der Aeropuerto Internacional Guaraní liegt auf dem Gebiet von Minga Guazú und verbindet durch Linienflüge die Region mit der Hauptstadt des Landes, aber auch mit dem Flughafen São Paulo-Guarulhos in Brasilien und dem Flughafen Buenos Aires-Ezeiza in Argentinien.